# Wahlkreis Charlottenburg-Wilmersdorf 7
Der Wahlkreis Charlottenburg-Wilmersdorf 7 ist ein Abgeordnetenhauswahlkreis in Berlin. Er gehört zum Wahlkreisverband Charlottenburg-Wilmersdorf und umfasst den westlichen Teil des Ortsteils Wilmersdorf mit den Gebieten Krematorium Wilmersdorf, Rüdesheimer Platz und Eisstadion Wilmersdorf.

## Abgeordnetenhauswahl 2023
Bei der Wahl zum Abgeordnetenhaus von Berlin 2023 traten folgende Kandidaten an:
| Name                              | Partei           | Anteil der Erststimmen | Anteil der Zweitstimmen |
| --------------------------------- | ---------------- | ---------------------- | ----------------------- |
| Stefanie Bung                     | CDU              | 34,2 %                 | 31,9 %                  |
| Florian Dörstelmann               | SPD              | 23,9 %                 | 22,1 %                  |
| Ansgar Gusy                       | Grüne            | 21,1 %                 | 20,1 %                  |
| Christian Sekula                  | Die Linke        | 05,9 %                 | 07,3 %                  |
| Harald Laatsch                    | AfD              | 05,2 %                 | 05,5 %                  |
| Björn Jotzo                       | FDP              | 05,0 %                 | 06,3 %                  |
| Dorian Raßloff                    | Tierschutzpartei | 02,2 %                 | 01,7 %                  |
| Daniel Bohn                       | Die PARTEI       | 01,4 %                 | 01,0 %                  |
| Sabrina Kollmorgen                | dieBasis         | 00,8 %                 | 00,5 %                  |
| Ramona Treder                     | Freie Wähler     | 00,4 %                 | 00,2 %                  |
| –                                 | Volt             | –                      | 01,0 %                  |
| –                                 | Sonstige         | –                      | 02,4 %                  |
| Wahlberechtigte: 32.058 Einwohner |                  |                        |                         |
| Wahlbeteiligung: 70,2 %           |                  |                        |                         |

## Abgeordnetenhauswahl 2021
Bei der im Nachhinein für ungültig erklärten Wahl zum Abgeordnetenhaus von Berlin 2021 traten folgende Kandidaten an:
| Name                              | Partei           | Anteil der Erststimmen | Anteil der Zweitstimmen |
| --------------------------------- | ---------------- | ---------------------- | ----------------------- |
| Florian Dörstelmann               | SPD              | 26,2 %                 | 23,8 %                  |
| Stefanie Bung                     | CDU              | 24,1 %                 | 22,0 %                  |
| Ansgar Gusy                       | Grüne            | 22,7 %                 | 21,8 %                  |
| Björn Jotzo                       | FDP              | 08,3 %                 | 09,3 %                  |
| Christian Sekula                  | Die Linke        | 06,8 %                 | 08,3 %                  |
| Harald Laatsch                    | AfD              | 04,8 %                 | 05,0 %                  |
| Dorian Raßloff                    | Tierschutzpartei | 02,5 %                 | 01,7 %                  |
| Sabrina Kollmorgen                | dieBasis         | 01,8 %                 | 01,4 %                  |
| Daniel Bohn                       | Die PARTEI       | 01,6 %                 | 01,3 %                  |
| Ramona Treder                     | Freie Wähler     | 01,1 %                 | 00,9 %                  |
| –                                 | Volt             | –                      | 01,5 %                  |
| –                                 | Sonstige         | –                      | 03,0 %                  |
| Wahlberechtigte: 32.232 Einwohner |                  |                        |                         |
| Wahlbeteiligung: 80,1 %           |                  |                        |                         |

## Abgeordnetenhauswahl 2016
Bei der Wahl zum Abgeordnetenhaus von Berlin 2016 traten folgende Kandidaten an:
| Name                              | Partei           | Anteil der Erststimmen | Anteil der Zweitstimmen |
| --------------------------------- | ---------------- | ---------------------- | ----------------------- |
| Florian Dörstelmann               | SPD              | 27,4 %                 | 23,2 %                  |
| Lukas Krieger                     | CDU              | 25,1 %                 | 21,2 %                  |
| Roland Prejawa                    | Grüne            | 18,1 %                 | 18,1 %                  |
| Hans-Dieter Asbeck                | AfD              | 10,2 %                 | 10,5 %                  |
| Wolfgang Hainer                   | FDP              | 08,6 %                 | 10,9 %                  |
| Yannick-Johannes Tiedt            | Die Linke        | 08,2 %                 | 09,3 %                  |
| Daniel Tretter                    | Die PARTEI       | 02,4 %                 | 01,3 %                  |
| –                                 | Tierschutzpartei | 0–                     | 01,9 %                  |
| –                                 | Piraten          | 0–                     | 01,3 %                  |
| –                                 | Sonstige         | 0–                     | 02,3 %                  |
| Wahlberechtigte: 32.481 Einwohner |                  |                        |                         |
| Wahlbeteiligung: 74,0 %           |                  |                        |                         |

## Abgeordnetenhauswahl 2011
Bei der Wahl zum Abgeordnetenhaus von Berlin 2011 traten folgende Kandidaten an:
| Name                              | Partei           | Anteil der Erststimmen | Anteil der Zweitstimmen |
| --------------------------------- | ---------------- | ---------------------- | ----------------------- |
| Michael Garmer                    | CDU              | 33,4 %                 | 29,5 %                  |
| Christian Gaebler                 | SPD              | 33,3 %                 | 31,3 %                  |
| Roland Prejawa                    | Grüne            | 22,8 %                 | 21,0 %                  |
| Gabriele-Babette Franke           | Die Linke        | 03,7 %                 | 03,4 %                  |
| Björn Jotzo                       | FDP              | 02,4 %                 | 02,9 %                  |
| René Ehrke                        | Pro Deutschland  | 02,3 %                 | 00,9 %                  |
| Claas Augner                      | Die PARTEI       | 02,2 %                 | 00,6 %                  |
| –                                 | Piraten          | –                      | 06,6 %                  |
| –                                 | Tierschutzpartei | –                      | 01,3 %                  |
| –                                 | Sonstige         | –                      | 02,5 %                  |
| Wahlberechtigte: 32.045 Einwohner |                  |                        |                         |
| Wahlbeteiligung: 69,6 %           |                  |                        |                         |

## Abgeordnetenhauswahl 2006
Bei der Wahl zum Abgeordnetenhaus von Berlin 2006 traten folgende Kandidaten an:
| Name                              | Partei    | Anteil der Erststimmen |
| --------------------------------- | --------- | ---------------------- |
| Christian Gaebler                 | SPD       | 36,8 %                 |
| Stefanie Bung                     | CDU       | 33,2 %                 |
| Stefan Wagner                     | Grüne     | 15,2 %                 |
| Björn Jotzo                       | FDP       | 09,1 %                 |
| Helmut Horst                      | Die Linke | 03,9 %                 |
| Monika Hahn                       | BüSo      | 01,8 %                 |
| Wahlberechtigte: 31.781 Einwohner |           |                        |
| Wahlbeteiligung: 68,2 %           |           |                        |

## Abgeordnetenhauswahl 2001
Bei der Wahl zum Abgeordnetenhaus von Berlin 2001 traten folgende Kandidaten an:
| Name                              | Partei | Anteil der Erststimmen |
| --------------------------------- | ------ | ---------------------- |
| Christian Gaebler                 | SPD    | 39,4 %                 |
| Wolfgang Vonnemann                | CDU    | 33,2 %                 |
| Alexander Pokorny                 | FDP    | 13,5 %                 |
| Claudio Struck                    | Grüne  | 09,7 %                 |
| Sandra Brunner                    | PDS    | 04,2 %                 |
| Wahlberechtigte: 33.389 Einwohner |        |                        |
| Wahlbeteiligung: 76,0 %           |        |                        |

## Abgeordnetenhauswahl 1999
Bei der Wahl zum Abgeordnetenhaus von Berlin 1999 traten folgende Kandidaten an:
| Name                              | Partei | Anteil der Erststimmen |
| --------------------------------- | ------ | ---------------------- |
| Jürgen Adler                      | CDU    | 52,5 %                 |
| Christian Gaebler                 | SPD    | 28,6 %                 |
| Jürgen Wachsmuth                  | Grüne  | 12,1 %                 |
| Norbert Lüdtke                    | PDS    | 03,5 %                 |
| Peter Conrad                      | FDP    | 03,3 %                 |
| Wahlberechtigte: 33.838 Einwohner |        |                        |
| Wahlbeteiligung: 73,1 %           |        |                        |

## Abgeordnetenhauswahl 1995
Der Bezirk Wilmersdorf war bei der Wahl zum Abgeordnetenhaus von Berlin 1995 in vier Wahlkreise geteilt (1999: drei Wahlkreise). Ein direkter Vergleich ist daher nicht möglich.

## Bisherige Abgeordnete
Direkt gewählte Abgeordnete des Wahlkreises Charlottenburg-Wilmersdorf 7 (früher Wilmersdorf 3):
| Jahr | Name                | Partei | Anteil der Erststimmen |
| ---- | ------------------- | ------ | ---------------------- |
| 2023 | Stefanie Bung       | CDU    | 34,2 %                 |
| 2021 | Florian Dörstelmann | SPD    | 26,2 %                 |
| 2016 | Florian Dörstelmann | SPD    | 27,4 %                 |
| 2011 | Michael Garmer      | CDU    | 33,4 %                 |
| 2006 | Christian Gaebler   | SPD    | 36,8 %                 |
| 2001 | Christian Gaebler   | SPD    | 39,4 %                 |
| 1999 | Jürgen Adler        | CDU    | 52,5 %                 |